# Peucetia lesserti
Peucetia lesserti är en spindelart som beskrevs av Van Niekerk och Ansie S. Dippenaar-Schoeman 1994. Peucetia lesserti ingår i släktet Peucetia och familjen lospindlar. Inga underarter finns listade i Catalogue of Life.